# ATP Buenos Aires 2004
L'ATP di Buenos Aires 2004 è stato un torneo di tennis giocato sulla terra rossa.
È stata la 65ª edizione dell'ATP di Buenos Aires, che fa parte della categoria International Series nell'ambito dell'ATP Tour 2004.
Si è giocato nel Buenos Aires Lawn Tennis Club di Buenos Aires in Argentina, dal 16 al 23 febbraio 2004.

## Campioni

### Singolare
Guillermo Coria ha battuto in finale  Carlos Moyá con il punteggio di 6–4, 6–1

### Doppio
Lucas Arnold Ker /  Mariano Hood hanno battuto in finale  Federico Browne /  Diego Veronelli con il punteggio di 7–5, 6(2)–7, 6–4